# Wojna toyot
Wojna toyot – ostatnia faza konfliktu pomiędzy Libią a Czadem, która miała miejsce w 1987 w północnym Czadzie i na granicy libijsko-czadyjskiej. Nazwa pochodzi od pick-upów Toyota Hilux i Land Cruiser, które były używane jako pojazdy typu technical, zapewniając w ten sposób wysoką mobilność czadyjskim żołnierzom walczącym przeciw Libii. W 1987 wojna zakończyła się poważną porażką Libii, która zgodnie z amerykańskimi źródłami straciła około 10% swojej armii. 7500 żołnierzy zostało zabitych, a wart 1,5 miliarda dolarów sprzęt wojskowy został zniszczony lub przechwycony przez wroga. Siły Czadu straciły m.in. około 1000 żołnierzy.
Wojna rozpoczęła się od libijskiej okupacji północnego Czadu w 1983. Libijski przywódca Muammar Kaddafi odmówił uznania czadyjskiego prezydenta Hissène’a Habré i wspierał wojskowo próbę przewrotu przeprowadzoną przez Przejściowy Rząd Jedności Narodowej (GUNT, Gouvernement d'union nationale de transition). Zamach nie powiódł się wskutek interwencji Francji, która przeprowadziła najpierw operację Manta, a następnie Epervier. Ograniczyło to libijską ekspansję do terenów na północ od 16 równoleżnika, gdzie znajdowały się głównie obszary pustynne i rzadko zaludnione.
W 1986 GUNT zbuntował się przeciw Kaddafiemu, przez co Libia straciła główne uzasadnienie swej obecności wojskowej w Czadzie. Widząc okazję do zjednoczenia Czadu pod swoimi rządami, w grudniu 1986 Habré nakazał swoim siłom by przekroczyły 16 równoleżnik i dołączyły do sił GUNT, które walczyły wtedy z Libijczykami w górach Tibesti. Kilka tygodni później duże siły zaatakowały miejscowość Fada, gdzie zniszczyły miejscowy libijski garnizon. W ciągu trzech miesięcy, łącząc działania partyzanckie i klasyczne działania regularnego wojska w spójną strategię, Habré odzyskał prawie cały obszar północnego Czadu. W następnych miesiącach zadał nowe ciężkie straty Libijczykom. Wstrzymanie ognia zakończyło konflikt we wrześniu 1987. Po rozejmie sprawa strefy Aozou pozostała otwarta. W 1994 strefa ostatecznie została przyznana Czadowi przez Międzynarodowy Trybunał Sprawiedliwości.

## Tło konfliktu

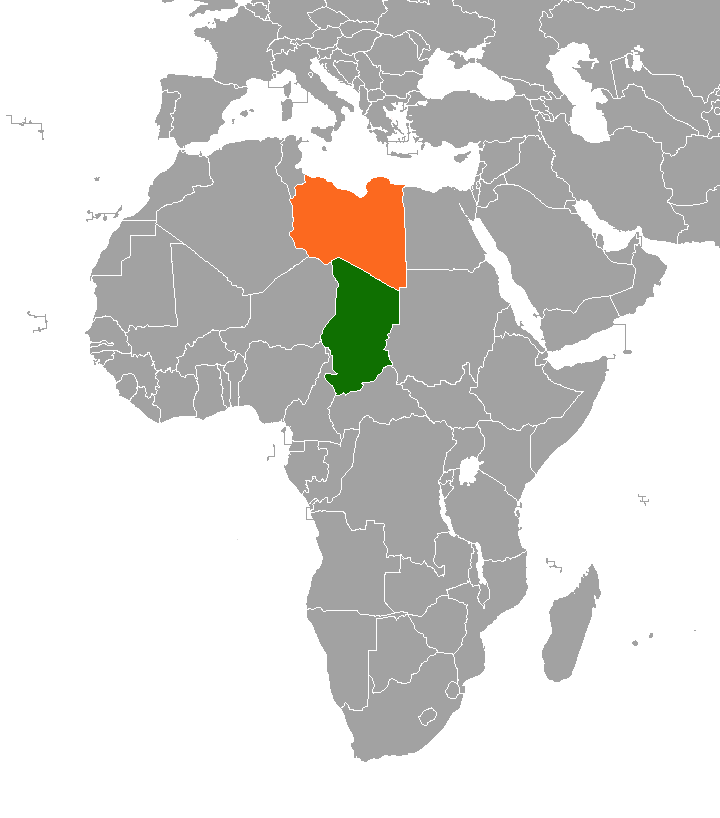
Mapa Afryki – na pomarańczowo Libia, na zielono Czad

W 1979 podpisano pokój kończący wojnę domową w Czadzie. Lider rebeliantów Goukouni Oueddei został prezydentem, a Hissène Habré ministrem obrony. Koalicja rządowa była bardzo niestabilna. Czad znalazł się w stanie wojny z Libią, której żołnierze swobodnie poruszali się po Strefie Aozou i dokonali faktycznej aneksji tego regionu. Hissène Habré, jako minister obrony zażądał od Muammara Kaddafiego, by jego żołnierze opuścili tereny Czadu. Za te żadania prezydent Czadu Goukouni Oueddei, który układał się z Kaddafim, zdymisjonował Habré, który wyemigrował do Sudanu. Tymczasem Goukouni Oueddei faktycznie uznał zwierzchnictwo Libii. Zaniepokojone tym kraje zachodnie udzieliły poparcia Habré, który ruszył na Ndżamenę, zdobywając ją w czerwcu 1982.
Od 1983 Czad był de facto podzielony. Północna część była kontrolowana przez buntowników z Przejściowego Rządu Jedności Narodowej (GUNT), których przywódcą był Goukouni Oueddei. Byli oni wspierani na lądzie przez siły libijskie. Południowa część kraju znajdowała się pod rządami wspieranego przez Zachód rządu, kierowanego przez  Hissène’a Habré. Podział kraju na dwie strefy wpływów (libijską i francuską), oparty na 16 równoleżniku, który zwany był „czerwoną linią”, został nieformalnie zaaprobowany przez Francję w 1984. Podpisano wtedy umowę pomiędzy Francją a Libią o wycofaniu z Czadu sił zbrojnych obu krajów. Umowa jednak nie była przestrzegana przez Libię, która pozostawiła przynajmniej 3000 żołnierzy w północnym Czadzie.
W latach 1984–1986, kiedy nie toczyły się większe starcia, Habré znacznie wzmocnił swoje siły dzięki zachodniemu wsparciu otrzymanemu po złamaniu przez Libię umowy z Francją z 1984. Nie bez znaczenia były także starcia frakcji w łonie GUNT trwające od 1984. Koncentrowały się one głównie na walce o przywództwo pomiędzy Goukounim i Acheikhem ibn Oumarem. Korzystając z problemów GUNT Habré podpisał serię umów z mniejszymi ugrupowaniami, które opuściły GUNT na początku 1986. W tym okresie w GUNT pozostały jedynie trzy z dwunastu frakcji, które podpisały porozumienie w Lagos w 1979. W GUNT pozostały: Ludowe Siły Zbrojne (FAP, Forces armées populaires) Goukouniego, zbrojne ramię rządzonej przez Acheikha Demokratycznej Rady Rewolucyjnej (CDR, Conseil démocratique révolutionnaire) i część Czadyjskich Sił Zbrojnych (FAT, Forces armées tchadiennes), która zachowała lojalność wobec Wadela Abdelkadera Kamougué.

## Siły lądowe

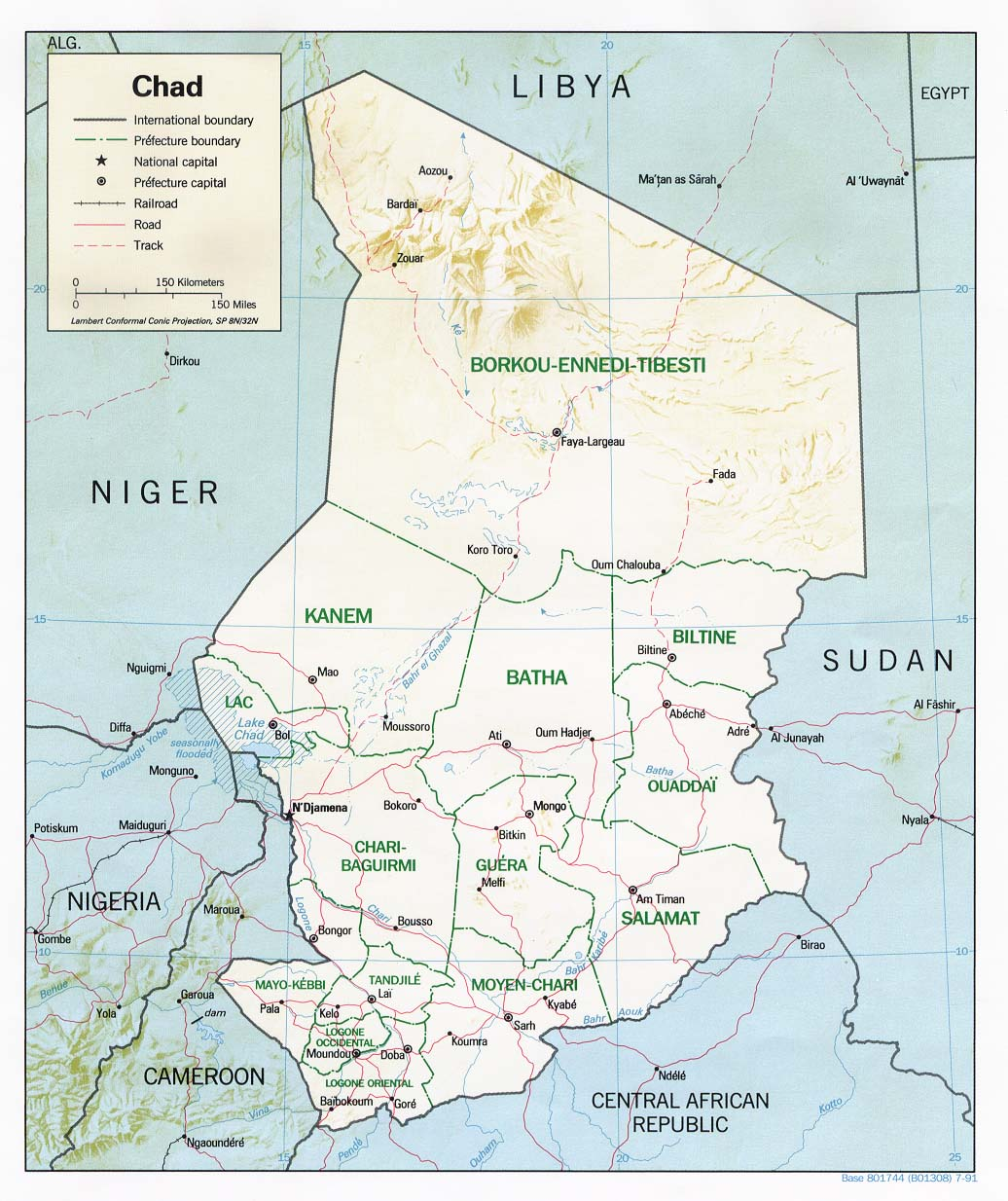
Mapa Czadu z zaznaczonym na północy regionem Borkou-Ennedi-Tibesti, gdzie toczyły się walki

Na początku 1987, ostatniego roku wojny, libijskie siły ekspedycyjne były nadal stosunkowo duże. Składały się z 8000 żołnierzy, dysponujących 300 czołgami, wieloma wyrzutniami rakietowymi i artylerią lufową. Wsparcie lotnicze zapewniały helikoptery Mi-24 i sześćdziesiąt samolotów bojowych. Siły te nie miały zunifikowanego dowodzenia, były podzielone na Grupę Operacyjną Południe aktywną na terenie Tibesti (2500 ludzi) i Grupę Operacyjną Wschód skupioną w okolicach Faya-Largeau.
Pozornie imponujące libijskie siły były osłabione przez kilka czynników. Libijczycy byli przygotowani do wojny, w której mieli zapewniać wsparcie lądowe i lotnicze czadyjskim sojusznikom, ci zaś mieli działać jako piechota i zapewniać rozpoznanie. Gdy w 1987 nastąpił rozłam wśród czadyjskich rebeliantów, libijskie wojska nie dysponowały odpowiednią wiedzą na temat obszaru walk. Libijskie garnizony zaczęły przypominać odizolowane i łatwe do zniszczenia wyspy na czadyjskiej części Sahary. Ważne także było niskie morale wśród żołnierzy, którzy walczyli w obcym kraju, oraz brak rozsądnej organizacji libijskiej armii, który był wynikiem strachu Kaddafiego przed wojskowym zamachem stanu skierowanym przeciwko niemu. Strach ten powodował, że unikał profesjonalizacji sił zbrojnych.
Libijczycy musieli walczyć z silnie wzmocnionymi Czadyjskimi Narodowymi Siłami Zbrojnymi (FANT, Forces armées nationales tchadiennes), które liczyły 10 000 żołnierzy. Morale armii czadyjskiej (w porównaniu do postawy Libijczyków) były wysokie. Żołnierzami kierowali doświadczeni dowódcy, tacy jak Idriss Déby, Hassan Djamous i prezydent Hissène Habré. Ponadto siły czadyjskie mogły liczyć od 1987 na wsparcie zbrojne ze strony Francuskich Sił Powietrznych (Armée de l’air), które miały zneutralizować libijskie samoloty. Wcześniej FANT nie posiadały sił lotniczych, miały ograniczoną mobilność i mało broni przeciwczołgowej i przeciwlotniczej. Siły czadyjskie zostały także wzmocnione 400 pick-upami Toyoty wyposażonymi w wyrzutnie przeciwczołgowych pocisków kierowanych Milan. To od nazwy tych pojazdów ostatnia faza konfliktu czadyjsko-libijskiego zyskała nazwę wojna toyot.

## Pierwsza ofensywa
Habré wybrał jako pierwszy cel kampanii, mającej na celu odbicie północnego Czadu, dobrze  ufortyfikowaną libijską bazę komunikacyjną w Fada. Była ona broniona przez 2000 Libijczyków i oddział Demokratycznej Rady Rewolucyjnej (CDR) – najbliższego czadyjskiego sojusznika Kaddafiego. Baza była dobrze wyposażona w czołgi i artylerię. Hassan Djamous, trzydziestoletni dowódca armii rządowej, poprowadził około 4000-5000 żołnierzy przeciw libijskiemu garnizonowi. Korzystając ze znacznie lepszej wiedzy na temat okolicznych terenów, która prawdopodobnie zawierała także informację na temat nieznanych wejść do bazy, oraz unikając frontalnego ataku i używając wysokiej mobilności swoich sił, Djamous otoczył libijskie pozycje i wtedy zaatakował. Zniszczył w ten sposób garnizon. W walkach zostało zabitych 784 Libijczyków, zniszczono 100 czołgów. Ze strony czadyjskiej zginęło jedynie 50 żołnierzy FANT.
Niespodziewana porażka mocno zaskoczyła Kaddafiego. 4 stycznia zareagował, powołując do służby wszystkich rezerwistów. Prowokując Francję, rozkazał także zbombardować Aradę, położoną daleko na południe od 16 równoleżnika. Francja odpowiedziała nowymi atakami lotniczymi na Ouadi Doum, które doprowadziły do zniszczenia zlokalizowanego tam systemu radarowego. W efekcie pozbawiło to na okres kilku miesięcy Libijskie Siły Powietrzne nad Czadem rozpoznania elektronicznego. Kaddafi próbował także zrównoważyć zagrożenie ze strony FANT, wysyłając kilka nowych batalionów do Czadu (szczególnie do Faya-Largeau i Ouadi Doum), wśród nich znalazły się także elitarne oddziały Gwardii Rewolucyjnej. Razem liczebność sił libijskich wzrosła w marcu do 11 000 ludzi.
W marcu 1987 główna baza libijskiego lotnictwa w Ouadi Doum została zajęta przez siły czadyjskie. Pomimo silnej obrony, na którą składały się pola minowe, 5000 żołnierzy, czołgi, transportery opancerzone i samoloty, libijska baza została zdobyta przez mniejsze siły czadyjskie dowodzone przez Djamousa. Były one wyposażone w pojazdy z zamontowanymi karabinami maszynowymi i bronią przeciwczołgową. Obserwatorzy konfliktu oceniali, że czadyjskie zwycięstwa w pierwszych trzech miesiącach 1987 spowodowały śmierć, dezercję lub wzięcie do niewoli ponad 3000 libijskich żołnierzy. Duża liczba libijskich czołgów, transporterów opancerzonych, artylerii, samolotów i śmigłowców została zniszczona lub przejęta przez wroga. W kilku przypadkach Libia wysyłała własne samoloty, by zniszczyć porzucony libijski sprzęt, aby nie wpadł w ręce żołnierzy przeciwnika. Raportowano, że w wielu przypadkach libijscy żołnierze byli zabijani, gdy uciekali z pola walki. W Ouadi Doum spanikowani Libijczycy ponieśli ciężkie straty, gdy uciekali przez własne pola minowe.
Upadek Ouadi Doum był poważnym niepowodzeniem dla Libii. Opuszczone przez większość swoich czadyjskich zwolenników, libijskie siły znalazły się w izolacji na obcym terytorium. Utrata głównej bazy lotnictwa w Czadzie spowodowała, że nie można było używać samolotów do bezpośredniego wsparcia żołnierzy. Ofensywa przeciw FANT pokazała także wrażliwość libijskich wojsk pancernych na ogień bardziej mobilnego wroga. Na rozkaz Kaddafiego rozkazano wycofanie się z prefektury Borkou-Ennedi-Tibesti, rozpoczynając od Faya-Largeau. Miasto służyło jako główna libijska baza w czasie poprzednich czterech lat, ale istniało zagrożenie, że zostanie otoczone. Garnizon składający się z 3000 żołnierzy, wraz z uciekinierami z Ouadi Doum wycofał się w kierunku bazy Maatan-as-Sarra, położonej na północ od granicy z Czadem. W ramach próby zredukowania porażki na polu międzynarodowym Kaddafi ogłosił, że Libia wygrała wojnę i opuszcza Czad, by opozycja miała szansę wzięcia udziału w wojnie z Habré.
Działania te pozwoliły Habré na objęcie kontroli nad terytorium Czadu. Znalazł się on na pozycjach umożliwiających wyparcie sił libijskich ze strefy Aouzou, co mogło niekorzystnie wpływać na postrzeganie Libii jako regionalnego mocarstwa. Podawało także w wątpliwość kompetencje i determinację libijskich żołnierzy, szczególnie poza terytorium kraju, gdy nie mieli oni powodów do osobistego zaangażowania.
Wojna toyot wzbudziła poważne zainteresowanie ze strony Stanów Zjednoczonych, gdzie rozważano możliwość użycia Habré w celu odsunięcia od władzy pułkownika Kaddafiego. Jako część wsparcia ze strony administracji Reagana dla swojego rządu, Habré otrzymał w czasie wizyty w Waszyngtonie deklarację pomocy wartej 32 miliony dolarów. Miały się na nią składać między innymi pociski przeciwlotnicze Stinger.

## Kolejna ofensywa czadyjska

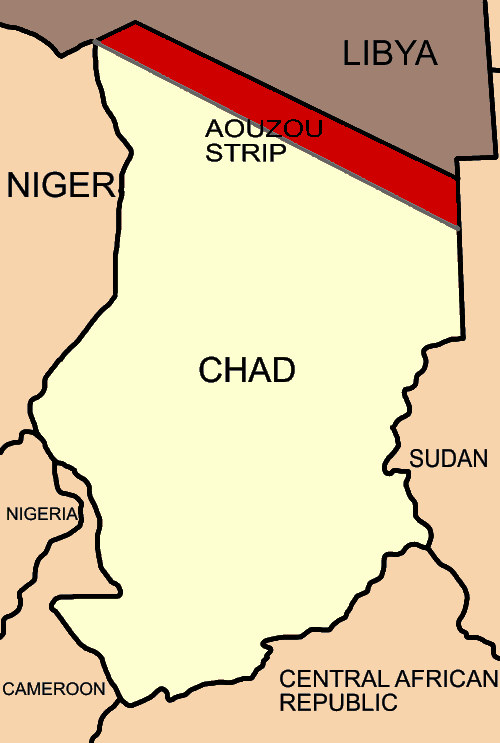
Strefa Aozou zaznaczona na czerwono

W sierpniu 1987 zachęceni poprzednimi zwycięstwami Czadyjczycy przenieśli walki na terytorium spornej strefy Aouzu. Działania rozpoczęli od okupacji miasta Aouzou, po kolejnej bitwie, w której Libia straciła wielu żołnierzy i wyposażenia. W ramach odwetu Libia zintensyfikowała bombardowania lotnicze miast na północy Czadu, prowadzone zwykle spoza zasięgu naramiennych rakiet przeciwlotniczych, w jakie był wyposażony FANT. Apele Habré o podjęcie przez Francję patroli powietrznych nad tymi obszarami zostały odrzucone, jako że Aouzou zostało zdobyte wbrew życzeniom francuskiego prezydenta François Mitterranda. W zamian Mitterrand nawoływał do międzynarodowej mediacji w celu rozstrzygnięcia konfliktu o sporne terytoria.
Po serii kontrataków pod koniec sierpnia Libijczycy wyparli 400 czadyjskich żołnierzy z miasta. Było to pierwsze zwycięstwo sił lądowych Libii od momentu rozpoczęcia wojny toyot. Zostało odniesione prawdopodobnie dzięki bezpośredniemu wsparciu wojsk lotniczych, po których następowały ataki wojsk lądowych poruszających się nie po drogach, ale w terenie w jeepach, toyotach z napędem na cztery koła i lekkich pojazdach opancerzonych. Dla Libijczyków, poprzednio polegających na ociężałych pojazdach gąsienicowych, atak ten był świadectwem dostosowania się do nowej taktyki walk na pustyni zainicjowanej przez FANT. By uwydatnić zwycięstwo, Kaddafi pozwolił zagranicznym dziennikarzom na lot do tego regionu, by wiadomości o jego zwycięstwie mogły przedostać się do prasy.
Habré szybko zareagował na tę porażkę i kolejne bombardowania miejsc koncentracji wojsk FANT w północnym Czadzie. 5 września 1987 przeprowadził zaskakujący rajd na kluczową libijską bazę lotniczą w Maaten al-Sarra. Zabitych zostało wówczas rzekomo 1000 Libijczyków, 300 dostało się do niewoli, a setki innych uciekło na pobliskie pustynie. Czad oświadczył, że jego żołnierze, zanim wycofali się z powrotem na ziemie czadyjskie, zniszczyli około 32 statków powietrznych (w tym myśliwce MiG-21 i MiG-23, myśliwsko-bombowe Su-22 oraz śmigłowce Mi-24).
Atakowi sprzeciwiała się Francja, która odmówiła dostarczenia FANT wsparcia wywiadowczego i logistycznego. Spowodowało to znaczące straty. Francuski minister obrony André Giraud dał do zrozumienia że „Francja nie była związana w żaden sposób” z tym atakiem i „nie była o nim poinformowana”. Amerykańska reakcja była odmienna od francuskiej: tak jak poprzednio popierano odbicie strefy Aozou, tak i teraz przychylnie przywitano rajd sił czadyjskich.

## Wstrzymanie ognia
Wobec wzmocnienia wewnętrznej opozycji demoralizacji społeczeństwa i międzynarodowej wrogości Kaddafi przyjął po swojej porażce bardziej pojednawczą postawę. Z drugiej strony Habré także mógł wiele stracić, ponieważ Francja bała się, że atak na bazę Maatan as-Sarrah był tylko pierwszą fazą generalnej ofensywy na ziemie libijskie, czego Francja nie mogła tolerować. W rezultacie Mitterrand zmusił Habré do zaakceptowania mediacji szefa Organizacji Jedności Afrykańskiej, Zambijczyka Kennetha Kaundy. Poskutkowało to wstrzymaniem ognia 11 września.
Choć początkowo sądzono, że wcześniej czy później walki ponownie rozgorzeją, przypadki łamania zawieszenia broni były relatywnie mało znaczące. Kaddafi ogłosił w maju 1988 uznanie Habré jako prezydenta Czadu, co określił „prezentem dla Afryki”. Pomimo tego odmówił jednak opuszczenia spornej strefy Aozou przez Libię. 3 października oba państwa wznowiły relacje dyplomatyczne. Kolejnym ważnym krokiem była wyrażona przez dwa kraje we wrześniu 1990 zgoda na zgłoszenie sprawy do Międzynarodowego Trybunału Sprawiedliwości. 3 lutego 1994 sąd rozstrzygnął spór na korzyść Czadu, co zakończyło sprawę Aouzou poprzez przydzielenie tego terytorium Czadowi.